# Стехиометрическая горючая смесь
Стехиометри́ческая горю́чая смесь (от др.-греч. στοιχεῖον «основа; элемент» + μετρέω «измеряю») — смесь окислителя и горючего, в которой окислителя ровно столько, сколько необходимо для полного окисления горючего.
Стехиометрическая смесь обеспечивает полное сгорание топлива без остатка избыточного окислителя в продуктах горения.

## Определения
Отношение количества окислителя к количеству топлива в процессе сжигания или в горючей смеси топливо — окислитель измеряют либо в виде отношения масс, либо в отношении объёмов, либо в отношении количества молей. Соответственно, различают массовое {\displaystyle L_{0},}, объёмное {\displaystyle L_{V}} и молярное {\displaystyle L_{M}} отношения:
{\displaystyle L_{0}={\frac {m_{o}}{m_{f}}},}
{\displaystyle L_{V}={\frac {V_{o}}{V_{f}}},}
{\displaystyle L_{M}={\frac {M_{o}}{M_{f}}},}
где {\displaystyle m_{o},\ m_{f}} — массы окислителя и топлива;
{\displaystyle V_{o},\ V_{f}} — объёмы окислителя и топлива;
{\displaystyle M_{o},\ M_{f}} — молярное количество окислителя и топлива (число молей).
Для газообразных смесей топлива и окислителя в соответствии с законом Авогадро {\displaystyle L_{M}=L_{V}.}
Если в процессе химической реакции горения в продуктах горения не будет ни свободного окислителя, ни несгоревшего топлива, то такое соотношение топлива и окислителя называют стехиометрическим.
Например, реакция горения водорода в кислороде со стехиометрическими коэффициентами:
{\displaystyle {\ce {2H2 + O2 -> 2H2O}}}.
В этой реакции в продуктах горения (в правой части уравнения) нет ни горючего, ни окислителя, причём на 2 моля водорода требуется 1 моль кислорода, или, по закону Авогадро, на 2 объёма водорода 1 объём кислорода, или на 4 г водорода 32 г кислорода, то есть, при полном сгорании водорода без избытка кислорода: {\displaystyle L_{Vst}=L_{Mst}=1/2=0,5,} {\displaystyle L_{0st}=32/4=8.} Эти численные значения называют стехиометрическими отношениями.
Стехиометрические отношения зависят от вида топлива и окислителя, например, в реакции горения метана в кислороде:
{\displaystyle {\ce {CH4 + 2O2 -> CO2 + 2H2O}}}
{\displaystyle L_{Vst}=L_{Mst}=2,} {\displaystyle L_{0st}=64/16=4.}
Коэффициентом избытка окислителя называют отношение фактического отношения окислитель/топливо к стехиометрическому:
{\displaystyle \alpha =L_{0}/L_{0st}=L_{V}/L_{Vst}=L_{M}/L_{Mst},}
причём {\displaystyle \alpha } не зависит в каком виде определено отношение окислитель/топливо массовом, молярном или объёмном. Очевидно, что при стехиометрическом отношении окислитель/топливо {\displaystyle \alpha =1.}
Смеси топливо/окислитель у которых {\displaystyle \alpha <1} называют богатыми смесями, а {\displaystyle \alpha >1} — бедными.
В зарубежной научно-технической литературе коэффициент избытка окислителя обычно обозначают буквой {\displaystyle \lambda .}
Также используется параметр, называемый коэффициентом избытка топлива {\displaystyle \phi =1/\alpha ,} величина, обратная к коэффициенту избытка окислителя.

## Отношение воздух/топливо и коэффициент избытка воздуха
Наиболее часто используемый окислитель — кислород атмосферного воздуха, поэтому часто используется понятие коэффициент отношения воздух/топливо — отношение массы {\displaystyle L_{0a}} или объёма {\displaystyle L_{Va}} воздуха к массе или объёму топлива:
{\displaystyle L_{0a}={\frac {m_{a}}{m_{f}}},}
{\displaystyle L_{Va}={\frac {V_{a}}{V_{f}}},}
где {\displaystyle m_{a},\ m_{f}} — массы воздуха и топлива;
{\displaystyle V_{a},\ V_{f}} — объёмы воздуха и топлива.
Иногда, при расчётах по стехиометрическим уравнениям горения, применяют молярное отношение воздуха к топливу, при этом считают, что молекулярная масса воздуха примерно равна 29 г/моль.
{\displaystyle L_{Ma}={\frac {M_{a}}{M_{f}}},}
где {\displaystyle M_{a},\ M_{f}} — молярное количество воздуха и топлива (число молей).
| Горючее     | {\displaystyle L_{0ast}} | {\displaystyle L_{Vast}} | {\displaystyle L_{Mast}} |
| ----------- | ------------------------ | ------------------------ | ------------------------ |
| Водород     | 34,2                     | 2,43                     | 2,4                      |
| Метан       | 17,2                     | 9,66                     | 9,5                      |
| Пропан      | 16,1                     | 24,2                     | 23,5                     |
| Бутан       | 15,4                     | 30,8                     | 31,0                     |
| Бензин Б-70 | 14,7                     | 9430                     | 54,2                     |

Воздух содержит другие газы, не участвующие в процессе горения, в основном это азот с объёмной (и молярной) концентрацией около 78 %. Для расчёта стехиометрического соотношения воздух/топливо этот азот и другие инертные газы нужно учитывать в уравнении химической реакции, для простоты коэффициентов уравнения примем, что в воздухе на 1 молекулу (объём) кислорода приходится 4 молекулы (объёма) азота, тогда уравнение горения метана в воздухе будет:
{\displaystyle {\ce {CH4 + 2O2 + 8N2 -> CO2 + 2H2O + 8N2}}},
откуда следует, что на 1 объём метана для стехиометрического горения в воздухе требуется приблизительно 10 объёмов воздуха, точнее — 9,66 объёмов, расхождение обусловлено тем, что в уравнении не учтён аргон воздуха с концентрацией около 1 об. % и точное объемное значение концентрации кислорода в воздухе равное 20,95 %.
Стехиометрические отношения воздух/топливо для некоторых топлив приведены в таблице для воздуха при температуре 25°С и давлении 100 кПа.
Отношение фактического объёма или массы воздуха к стехиометрическому объёму или массе воздуха называют коэффициентом избытка воздуха {\displaystyle \alpha }:
{\displaystyle \alpha =L_{0a}/L_{0ast}=L_{Va}/L_{Vast}=L_{M}/L_{Mst}.}

## Коэффициент избытка воздуха в различных топливосжигающих устройствах и двигателях

### Двигатели внутреннего сгорания
Коэффициент избытка воздуха {\displaystyle \alpha } всегда для стехиометрической смеси равен единице. Но практически в двигателях внутреннего сгорания (ДВС) этот коэффициент отличается от 1. Так например, оптимальный с точки зрения экономичности {\displaystyle \alpha } для двигателей с искровым зажиганием 1,03—1,05, это превышение обусловлено тем, что из-за несовершенства смешения топлива с воздухом в карбюраторе или цилиндре двигателя с впрыском топлива для полного сгорания топлива необходимо небольшое увеличение {\displaystyle \alpha }. С другой стороны, наибольшая мощность двигателя при прочих равных достигается при работе на более богатых смесях ({\displaystyle \alpha =0,83...0,88}). На рисунке показаны зависимости мощности и экономичности двигателя с искровым зажиганием от {\displaystyle \alpha } и соотношения воздух/топливо для бензина при некоторых значениях {\displaystyle \alpha }. Так, для бензина стехиометрическое соотношение воздух/топливо по массе составляет 14,7, для смеси пропан-бутан это соотношение равно 15,6.
В современных двигателях поддержание {\displaystyle \alpha } близкого к оптимальному осуществляется с помощью автоматической системы управления соотношением топливо/воздух. Основным датчиком в таких системах служит датчик концентрации свободного кислорода в выхлопных газах двигателя — так называемый лямбда-зонд.
В дизельных двигателях для исключения сильного сажеобразования {\displaystyle \alpha } поддерживают на уровне 1,1…1,3.

### Газовые турбины
В камере сгорания газовой турбины, например двигателя самолёта {\displaystyle \alpha } поддерживается близким к 1. Но перед лопатками турбины для снижения температуры газа из соображений жаропрочности лопаток газ из камеры сгорания разбавляется воздухом, отбираемым от компрессора турбины, что снижает его температуру от приблизительно 1600 °C до 1300…1400 °C, поэтому {\displaystyle \alpha } в выхлопных газах турбины {\displaystyle \alpha } значительно больше 1 и достигает 5.

### Промышленные, отопительные и бытовые котлы
{\displaystyle \alpha } в таких котлах существенно зависит от вида топлива. В газовых котлах небольшой мощности или производительности {\displaystyle \alpha } составляет 1,2…1,4, в крупных энергетических котлах сжигающих природный газ — 1,03…1,1. В котлах, работающих на жидком и твёрдом топливе для полноты сгорания {\displaystyle \alpha } поддерживается в пределах от 1,5 до 2…3.